# BSQ1492
BSQ1492, abréviation de Bella Sylvaeque 1492, est un jeu de rôle multijoueur en ligne accessible à travers un navigateur Web développé et édité par la société Syldi. C'est un jeu qui se veut communautaire : les aventuriers se retrouvent dans la saison 1 avec un projet commun de construction d'une caravelle.
Ce jeu est la seule production du studio français Syldi qui a vu le jour en même temps que la première version, Alpha, en 2011. Une seconde version, Bêta, a été publiée en mars 2013 et la version officielle complète, de la saison 1 a vu le jour le 5 mai 2015.

## BSQ1492 et le financement participatif
Dès sa première version, le jeu entre dans les circuits du financement participatif (crowdfunding), d'abord chez LookAtMyGame en 2011 (un Kickstarter à la française animé par Romain Streichemberger où les contributeurs prennent une participation aux futurs gains du jeu financé). La cagnotte montera à près de 4 000 € en 6 mois mais n'atteindra jamais les 20 000 € demandés et le jeu sera retiré du circuit.
Une seconde campagne de financement se déroule sur Ulule en 2012 où la cagnotte restera presque nulle, et enfin un troisième sur Indiegogo en 2013, où l'expérience s'avérera complètement nulle.
Le studio essaiera même entre-temps d'organiser lui-même son financement en démarchant directement ses investisseurs,,, mais sans plus de succès.
Ces échecs dans le financement participatif lui vaudront un article dans IG Magazine sur les « recalés du financement participatif » par le journaliste Erwan Higuinen.